# Милош Петровић (фудбалер)
Милош Петровић (Ниш, 5. мај 1990) српски је фудбалер који тренутно наступа за Локомотиву из Пловдива.

## Трофеји, награде и признања
Локомотива Пловдив
- Куп Бугарске (2): 2018/19, 2019/20.
- Суперкуп Бугарске (2): 2019/20, 2020/21.